# Sát thủ "thợ máy": Sự tái xuất
Sát thủ "thợ máy": Sự tái xuất (tựa gốc tiếng Anh: Mechanic: Resurrection) là phim điện ảnh hành động giật gân của Mỹ năm 2016 do Dennis Gansel đạo diễn với kịch bản do Philip Shelby và Tony Mosher chắp bút (phần cốt truyện do Shelby và Brian Pittman viết). Đây là phần tiếp theo của phim The Mechanic (2011) — bản làm lại từ bộ phim cùng tên năm 1972. Phim có sự tham gia của Jason Statham, Tommy Lee Jones, Jessica Alba và Dương Tử Quỳnh. Phim khởi chiếu tại Việt Nam cùng ngày với Hoa Kỳ vào ngày 26 tháng 8 năm 2016.

## Nội dung
Sau khi làm giả cái chết của mình trong phần phim trước, sát thủ chuyên nghiệp Arthur Bishop bây giờ đang sống yên bình ở Rio de Janeiro dưới cái tên giả Santos. Một cô gái tên Renee Trần biết được thân phận thật của Bishop và nói rằng ông chủ của cô muốn anh đi giết ba mục tiêu. Bishop liền đánh bại Trần và nhóm lính đánh thuê của cô rồi trốn đến đảo Ko Lipe, Thái Lan. Anh ẩn náu trong khu nghỉ mát của bạn anh là Mei và biết được Trần làm việc cho tên trùm buôn vũ khí Riah Crain.
Một thời gian sau, một cô gái tên Gina Thornton đến gặp Mei để xin đồ sơ cứu trước khi quay lại chiếc thuyền đang đậu gần đó. Mei thấy Gina bị đánh bởi một người đàn ông trên thuyền và báo cho Bishop. Bishop cứu Gina nhưng người đàn ông kia đã chết trong lúc ẩu đả. Anh đành phải đốt cháy chiếc thuyền cùng với xác người đàn ông. Bishop phát hiện ra Gina có liên hệ với Crain và suy luận rằng: Crain đã dự đoán Bishop sẽ yêu cô ta, sau đó Crain sẽ bắt cô ta để buộc Bishop nhận nhiệm vụ ám sát. Khi bị buộc tội với lý thuyết trên, Gina tiết lộ rằng Crain đã đe dọa sẽ làm hại mái ấm nhân đạo mà cô điều hành ở Campuchia nếu cô không hợp tác với hắn. Vài ngày sau, Bishop và Gina yêu nhau thật sự. Như đã đoán trước, thuộc hạ của Crain đến và bắt giữ họ.
Crain giữ Gina làm con tin để chắc chắn Bishop sẽ hoàn tất nhiệm vụ ám sát. Mục tiêu đầu tiên là tên trùm buôn vũ khí Marlon Krill, đang bị giam trong một nhà tù Malaysia. Bishop đóng giả một người bị truy nã để bị cảnh sát bắt vào tù và lấy được lòng tin của Krill bằng cách giết một tù nhân muốn sát hại hắn. Sau đó Bishop giết Krill rồi trốn thoát, được thuộc hạ của Crain đến đón. Mục tiêu tiếp theo là Adrian Cook, một tỷ phú đang sống ở Sydney, trong quá khứ từng buôn nô lệ tình dục. Bishop sử dụng một loại hóa chất để phá vỡ đáy hồ bơi bằng kính nhô ra từ căn hộ penthouse của Cook, khiến hắn rơi xuống đất và chết.
Bishop lần theo chiếc thuyền của Crain, anh cố gắng giải cứu Gina nhưng thất bại. Crain yêu cầu Bishop phải hoàn tất nhiệm vụ ám sát cuối cùng trong vòng 24 giờ. Mục tiêu cuối cùng là Max Adams, trùm buôn vũ khí người Mỹ đang sống ở Varna, Bulgaria. Bishop nhận ra những mục tiêu đều là đối thủ cạnh tranh của Crain trong việc buôn vũ khí. Thay vì giết Adams, Bishop đã đến gặp ông ta để cảnh báo về kế hoạch của Crain và đề nghị ông ta giúp đỡ. Bishop làm giả cái chết của Adams, sau đó thông báo với Crain rằng anh đã thành công, hướng dẫn hắn đến một bến tàu ngầm để tìm xác Adams.
Tại bến tàu ngầm, Bishop giết hết thuộc hạ của Crain, rồi đến chiếc thuyền của Crain đang đậu gần đó. Anh giết những tên thuộc hạ cuối cùng của Crain và giải cứu Gina. Phát hiện chiếc thuyền đã được đặt bom, Bishop đưa Gina vào khoang thoát hiểm khẩn cấp. Anh đánh tay đôi với Crain rồi trói hắn lại bằng dây xích. Những quả bom phát nổ giết chết Crain, nhưng Bishop cũng biến mất một cách bí ẩn. Sau này Gina trở về Campuchia tiếp tục dạy học cho trẻ em, Bishop bất ngờ xuất hiện ở đó, hai người hội ngộ. Adams biết được Bishop còn sống là do anh trốn vào một khoang thoát hiểm khác trước khi chiếc thuyền nổ tung, nhưng ông đã xóa đoạn phim chứng cứ để cảm ơn Bishop đã tha mạng cho ông và cho phép ông độc quyền buôn vũ khí bằng cách chiếm thị phần từ Krill, Cook và Crain.